# Kalinine (Kalinine), Krasnohvardiiske
Kalinine (în ucraineană Калініне) este localitatea de reședință a comunei Kalinine din raionul Krasnohvardiiske, Republica Autonomă Crimeea, Ucraina.

## Demografie
Componența lingvistică a localității Kalinine
     Rusă (65,4%)
     Ucraineană (21,8%)
     Tătară crimeeană (11,85%)
     Alte limbi (0,44%)
Conform recensământului din 2001, majoritatea populației localității Kalinine era vorbitoare de rusă (65,4%), existând în minoritate și vorbitori de ucraineană (21,8%) și tătară crimeeană (11,85%).